# 농어촌연구원
농어촌연구원은 국민의 먹을거리 생산을 위한 농어업생산기반 조성과 농어업인의 소득 증대 및 농어촌의 정주환경의 개선을 통하여 농어업인의 삶의 질 향상과 지역균형발전을 위한 연구를 위하여 설립된 한국농어촌공사 소속의 농어촌 전문 연구기관이다. 경기도 안산시 상록구 해안로 870(사동 1031-7)에 위치하고 있다.

## 연혁
- 1990년 7월 농어촌진흥공사 설립 (농업진흥공사 흡수)

- 농어촌연구원 설립 (농어촌구조연구소, 농공기술연구소)
- 1993년 12월 농공기술연구소를 안산수리시험장으로 이전
- 1994년 5월 세계 최대규모 “새만금 수리시험장” 완공
- 1996년 12월 농어촌구조연구소를 안산으로 이전 통합
- 1997년 5월 농어촌구조연구소와 농공기술연구소 통합
- 2000년 1월 농업기반공사 설립 (농어촌진흥공사·농지개량조합·농지개량조연합회 통합)

- 연구조정실, 물관리연구실, 북한농업연구실 신설
- 2002년 1월 새만금연구실 신설
- 2005년 12월 한국농촌공사로 개칭

- 7개 연구실 개편(연구조정실, 농촌지역연구실, 농공기술연구실, 환경연구실, 수리시험연구실, 새만금연구실, 북한농업연구실)
- 2008년 12월 한국농어촌공사로 개칭

- 3개 실,소 개편(연구기획실, 농어촌개발연구소, 농어촌환경연구소)
- 2014년 1월 3개 실 재편 (연구기획실, 미래정책연구실, 농공연구실)

- 미래정책연구실, 연구기획실내 북한연구센터 신설
- 2016년 1월 5개 실 재편 (연구기획실, 기반방재연구실, 수자원환경연구실, 경제사회연구실, 북한협력센터)

## 조직

### 농어촌연구원장

#### 연구기획실
- 연구기획부
- 연구지원부

#### 기반방재연구실
- 시설방재 연구
- 생산기반 연구
- 새만금 연구
- 수리시험 연구

#### 수자원환경연구실
- 물환경 연구
- 수자원 연구
- 지하환경 연구
- 환경시험분석센터

#### 경제사회연구실
- 지역개발 연구
- 경제사회 연구

#### 북한협력센터
- 남북교류협력부
- 북한연구부

## 같이 보기
- 한국농촌경제연구원
- 농어업농어촌연구소
- 한국농수산식품유통공사
- 농업협동조합중앙회